# Col des Martinets
Col des Martinets är ett bergspass i Schweiz. Det ligger i distriktet Aigle och kantonen Vaud, i den sydvästra delen av landet, 90 km söder om huvudstaden Bern. Col des Martinets ligger 2 610 meter över havet.